# Vallepietra
Vallepietra – miejscowość i gmina we Włoszech, w regionie Lacjum, w prowincji Rzym.
Według danych na rok 2004 gminę zamieszkiwało 378 osób, 7,4 os./km².